# Ebersdorfer Hof
Der Ebersdorfer Hof war ein zwischen Dürnkrut und Zistersdorf situiertes Vorwerk in Niederösterreich. 
In der Nähe befindet sich die Wüstung des im 15. Jahrhundert abgegangenen Ortes Ebersdorf. Der danach benannte Ebersdorfer Hof auf der Flur Ebersdorfer Feld wurde um 1820 erbaut. Heute ist er stark devastiert. Der Hof gehörte zur Herrschaft Dürnkrut. 1868 lebten zehn Personen auf dem Hof, 1876 waren es zwölf, 1890 dreizehn.